# Lo Monestièr
Le Monestier és un municipi francès situat al departament del Puèi Domat i a la regió d'Alvèrnia-Roine-Alps. L'any 2007 tenia 181 habitants.

## Demografia

### Població
El 2007 la població de fet de Le Monestier era de 181 persones. Hi havia 78 famílies de les quals 24 eren unipersonals (12 homes vivint sols i 12 dones vivint soles), 29 parelles sense fills i 25 parelles amb fills.
La població ha evolucionat segons el següent gràfic:
Habitants censats

### Habitatges
El 2007 hi havia 176 habitatges, 84 eren l'habitatge principal de la família, 77 eren segones residències i 15 estaven desocupats. 171 eren cases i 3 eren apartaments. Dels 84 habitatges principals, 75 estaven ocupats pels seus propietaris i 9 estaven llogats i ocupats pels llogaters; 4 tenien dues cambres, 27 en tenien tres, 22 en tenien quatre i 32 en tenien cinc o més. 33 habitatges disposaven pel capbaix d'una plaça de pàrquing. A 34 habitatges hi havia un automòbil i a 33 n'hi havia dos o més.

### Piràmide de població
La piràmide de població per edats i sexe el 2009 era:
| Homes | Edats   | Dones |
| ----- | ------- | ----- |
| 0     | 95 o +  | 0     |
| 0     | 90 a 94 | 0     |
| 4     | 85 a 89 | 8     |
| 0     | 80 a 84 | 4     |
| 12    | 75 a 79 | 8     |
| 4     | 70 a 74 | 16    |
| 4     | 65 a 69 | 8     |
| 0     | 60 a 64 | 12    |
| 0     | 55 a 59 | 0     |
| 8     | 50 a 54 | 0     |
| 8     | 45 a 49 | 8     |
| 8     | 40 a 44 | 16    |
| 8     | 35 a 39 | 0     |
| 4     | 30 a 34 | 8     |
| 4     | 25 a 29 | 0     |
| 4     | 20 a 24 | 4     |
| 0     | 15 a 19 | 4     |
| 4     | 10 a 14 | 8     |
| 4     | 5 a 9   | 8     |
| 0     | 0 a 4   | 0     |

## Economia
El 2007 la població en edat de treballar era de 106 persones, 88 eren actives i 18 eren inactives. De les 88 persones actives 83 estaven ocupades (48 homes i 35 dones) i 5 estaven aturades (2 homes i 3 dones). De les 18 persones inactives 6 estaven jubilades, 2 estaven estudiant i 10 estaven classificades com a «altres inactius».

### Ingressos
El 2009 a Le Monestier hi havia 88 unitats fiscals que integraven 190 persones, la mediana anual d'ingressos fiscals per persona era de 15.462 €.

### Activitats econòmiques
Dels 6 establiments que hi havia el 2007, 2 eren d'empreses de fabricació d'altres productes industrials, 2 d'empreses de construcció, 1 d'una empresa d'hostatgeria i restauració i 1 d'una empresa d'informació i comunicació.
L'únic servei als particulars que hi havia el 2009 era una fusteria.
L'any 2000 a Le Monestier hi havia 17 explotacions agrícoles.

## Poblacions més properes
El següent diagrama mostra les poblacions més properes.